# Kanzlei des Führers
De Kanselarij van de Leider van de NSDAP (Duits: Kanzlei des Führers) was een (aanvankelijk) belangrijke afdeling van de NSDAP.
Ze rapporteerde rechtstreeks aan Adolf Hitler en was vooral verantwoordelijk voor petities gericht aan de Führer, maar ook voor zijn persoonlijke zaken en welzijn en Aktion T4. Philip Bouhler leidde het kantoor. In het Reich waren er nog drie Kanselarijen:
- De Präsidialkanzlei in Berlijn als ceremonieel kantoor van het staatshoofd onder leiding van Otto Meissner
- De Reichskanzlei als kantoor van de Reichskanzler und Führer, onder leiding van Hans Heinrich Lammers
- De Parteikanzlei in het partijhoofdkwartier van de NSDAP in München onder Martin Bormann